# Силвано Аба
Силвано Аба (итал. Silvano Abbà; 1911 — 1942) бивши је италијански спортиста које се такмичио у модерном петобоју, а на Летњим олимпијским играма 1936. у Берлину је освојио бронзану медаљу.

## Биографија
Рођен је 24. августа 1911. у Ровињу који се у том периоду налазио у саставу Краљевине Италије. У Ровињу је завршио средњу техничку школу, а затим војну академију у Модении.
У току школовања на војној акаденији почео се бавити спортом, нарочито дисциплинама које чине модерни петобој (јахање, мачевање, стрељаштво, пливање, трчање) а које су се неговале у структури војног образовања.
У припремама за Летње олимпијске игре 1936. успешно се такмичио у Риму и Будимпешти 1935, а на играма у Берлину у модерном петобоју је освојио бронзану медаљу. Био је први у коњичкој трци на 4.000 м, 15. у мачевању, 10. у стрељаштву (пиштољ), 14. у пливању на 3.000 м и 5. у трци на 4.000 м.
Са италијанском војском на страни шпанског диктатора Франка учествовао је у Шпанском грађанском рату. По повратку из Шпаније, 1940. освојио је прво место на првенству Италије у модерном петобоју.
У Други светски рат отишао је са чином капетана италијанских копнених снага, ратовао је на Источном фронту, где је и погинуо 24. августа 1942. у околини Стаљинграда.